# دائما معي (فلم)
دائمًا معي (بالكورية: 오직 그대만) هو فيلم كوري جنوبي من إنتاج عام 2011 و إخراج سونغ ال غون. يعمل تشول مين جانج - بطل الفيلم - في كشك ضيق بساحة انتظار سيارات. ويقابل تشول، جانغ هوا وهي فتاة كفيفة ويحبها من الوهلة الأولى نظرًا لمهارتها في التعرف على كل ما يوجد حولها. و تنجح جانغ في تغيير منظوره للحياة. ويسعى جاهدًا إلى مساعدتها وتدبير النفقات المالية اللازمة لإجراء العملية الجراحية التي تحتاجها كي تستعيد بصرها. ويحاول من جديد استعادة لياقته كلاعب ملاكمة من أجل المشاركة في البطولات وجني الأموال بسرعة.

## روابط خارجية
- مقالات تستعمل روابط فنية بلا صلة مع ويكي بيانات